# Marie-Theres Nadig
Marie-Theres Nadig, född 8 mars 1954 i Flums, Schweiz, är en före detta schweizisk alpin skidåkare. Hon vann OS-guld i störtlopp och storslalom vid vinter-OS i Sapporo 1972. Vid vinter-OS 1980 tog hon bronsmedalj i störtlopp.
Totalt vann Nadig 24 världscupsegrar och vann den totala världscupen 1981.

## Utmärkelser
- Årets idrottskvinna i Schweiz 1972